# Союз общин древлеапостольской церкви

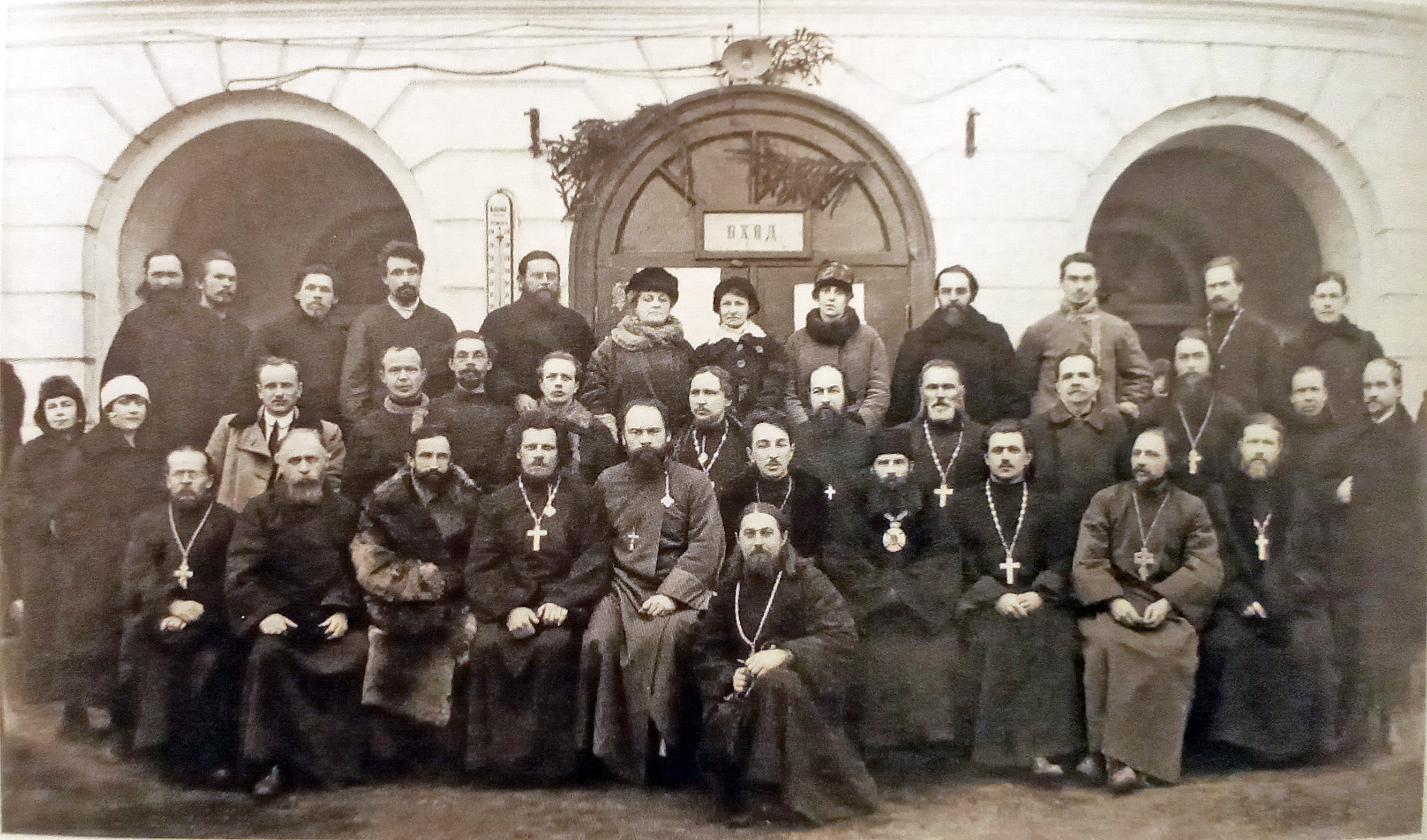
Участники Всероссийского съезда СОДАЦ. Москва, 15 марта 1923 года

«Союз общин древлеапостольской церкви» (кратко СОДАЦ) — обновленческая организация, существовавшая в 1922—1923 годах. Основана в октябре 1922 года протоиереем Александром Введенским и мирянином Александром Новиковым, которые были недовольны низким моральным уровнем и целями «Живой церкви», в основном направленными на отстаивание интересов женатого духовенства. Весной 1923 года СОДАЦ провёл два съезда своих сторонников, а его члены приняли активное участие в обновленческом поместном соборе. Общины СОДАЦ проводили духовные беседы, внедряли пение акафиста нараспев, вводили фисгармонию, привлекали к богослужению женщин в качестве чтецов, организовывали религиозные братства и сестричества. Деятельность СОДАЦ прекратилась по решению обновленческого руководства от 8 августа 1923 года, которое подтолкнула к этому советская власть, заинтересованная в единстве обновленчества для борьбы с «тихоновской» Церковью. Хотя члены СОДАЦ полностью присоединились к обновленчеству во главе с «Священным Синодом», его программа радикальных реформ не была реализована.

## История
Предыстория появления СОДАЦ восходит к съезду обновленческой группы «Живой церкви», прошедшего с 6 по 17 августа 1922 года. На данном съезде, согласно отчёту Евгения Тучкова в обновленчестве наметилось три течения: 1) сторонники Владимира Красницкого, сторонники Антонина (Грановского) и «третье течение, левее группы КРАСНИЦКОГО, которое стоит за недопущение к управлению епископов и требует бесцеремонного к ним отношения». Лидером данного «течения», которое стало именоваться «Левым крылом» или «Левой группой» «Живой церкви» стал мирянин Александр Новиков. Владимир Красницкий отмечал 3 октября 1922 года, что А. И. Новиков на заседаниях ВЦУ часто голосовал против предложений К[омите]та [«Живой церкви»], поддерживая враждебный Красницкому Союз Церковного Возрождения. Организованное А. И. Новиковым «Левое течение» должно было примирить обе обновленческие группы в ВЦУ. Также А. И. Новиков выработал свою собственную программу, не совпадавшую с программой Красницкого, которая была им опубликована в газете «Наука и религия». В результате этого А. И. Новиков 3 октября 1922 года был по предложению Красницкого исключён из «Живой церкви». В результате «Левая группа» становится самостоятельной. Данное объединение получило поддержку ГПУ: в директиве начальникам губернских отделов ГПУ от 4 октября 1922 года указывало: «Дать задания попам-осведомителям, входящим в группу „Живая Церковь“, чтобы они образовали левое крыло группы». 11 октября 1922 года «Левая группа» опубликовала в газете «Правда» тезисы своей программы.
К середине октября 1922 года руководство страны изменило политику в отношении обновленчества. Для успешного противостояния Патриаршей Церкви государству нужна была консолидированная обновленческая организация, а потому развал обновленческого раскола был на этом этапе невыгоден. 16 октября 1922 года был утверждён коалиционный состав ВЦУ во главе с «митрополитом» Антонином (Грановским). В состав ВЦУ вошли представители трёх групп: «Живая Церковь», «Союз церковного возрождения» и «Левая группа „Живой Церкви“». Тогда же прото иерей Александр Введенский объединился с А. И. Новиковым и «Левой группой „Живой Церкви“», образовав «Союз общин Древле-Апостольской Церкви». Введенский декларировал стремление к «идеалу первых веков христианства» и необходимости возвращения к нему ещё в своих выступлениях в мае 1922 года. В книге «Очерки по истории русской церковной смуты» подчёркивается, что Введенского «привлекла к этой группе интеллигентность, отсутствие косности, „поповского элемента“». Так как СОДАЦ требовались архиереи, глава «Живой церкви» Владимир Красницкий направил в СОДАЦ своего сторонника Иоанна Альбинского. Однако «вряд ли архиепископ оправдал его надежды: он и здесь был такой же бесцветной фигурой, как и в „Живой Церкви“. Вся его „деятельность“ ограничивалась тем, что он подписывал различные документы и служил молебны перед открытием совещаний».
В ноябре того же года к СОДАЦ присоединились ряд московских обновленцев, отошедших от Владимира Красницкого. Как отмечается в «Очерках по истории русской церковной смуты», «Союз начинает расти. <…> Из мелкой фракции, состоявшей из 10 человек, он превращается на протяжении двух месяцев в мощную церковную партию, возглавляемую самым популярным деятелем обновленческого течения». Вместе с тем, по словам Краснова-Левитина и Шаврова, популярность СОДАЦ была обусловлена «не столько особыми симпатиями, которые он вызывает в духовенстве, сколько тем отвращением, которое вызывает у всех „Живая Церковь“. Духовенство и миряне льнут к СОДАЦу, видя в нём меньшее зло по сравнению с живоцерковниками». Именно СОДАЦ стал основным соперником Живой церкви, оттеснив Союз церковного возрождения. Но отстранить «Живую церковь» от руководства обновленчеством СОДАЦ не смог, так как «Красницкому удалось удержать ряд своих позиций в столице и провинции благодаря строгой централизации, организованности и железной дисциплине, которая объединяет всех его сторонников. СОДАЦ, наоборот, был всегда рыхлой интеллигентской организацией — со слабой связью между членами, неопределённой программой, с идейным вождем во главе, который был совершенно неспособен к административному руководству».
К январю 1923 года в Троицком подворье в Москве был организован Центральный комитет СОДАЦ, в который вошли 6 человек: архиепископ Нижегородский Иоанн Альбинский, протоиерей: Введенский, Эндека, Вдовин, Федоровский, мирянин А. И. Новиков. После организации Центрального комитета Введенский составляет и обнародует декларация СОДАЦ. Кроме того, в рамках подготовки к обновленческому поместному собору Центральный Комитет СОДАЦ принимает «Проект реформ Церкви на Соборе, выдвигаемый Центральным Комитетом Союза Общин Древле-Апостольской Церкви». К 12 февраля 1923 года заканчивается разработка развёрнутой программы новой церковно-политической организации и проекта церковных реформ к обновленческому поместному собору.
В целом опубликованные программные документы СОДАЦ содержали следующие предложения по реформированию церковной жизни. Протест против эксплуатации верующих духовенством, за искоренение «религиозного профессионализма». Cлужение в Церкви само по себе должно быть радостью (а не наёмничеством), предполагалось отменить все награды для священнослужителей и отказаться от взимания платы за требы. Допускались лишь добровольные сборы на нужды культа; единая церковная касса, на которой настаивала «Живая церковь», отвергалась. Централизацию в управлении Церковью решено предлагалось свести к минимуму, предоставив равные правы в руководстве общинами и их объединениями на регионально-епархиальном уровне мирянам, клирикам и пресвитерам. В архиереев рукополагать кандидатов только из среды белого духовенства (здесь СОДАЦ был даже радикальней, чем «Живая Церковь»). СОДАЦ ратовал за модернизацию социально-этических основ христианства и православия, обновление религиозной морали, воплощение идей христианского социализма в общественной и внутрицерковной жизни (в провозглашении социальных задач программа СОДАЦ отличалась наибольшим радикализмом). СОДАЦ выступал за коммунизацию жизни на подлинно христианских началах и обязательность труда для всех верующих, превращение прихода в трудовую, религиозно-нравственную коммуну. Как и прочие обновленческие группировки, СОДАЦ стремился засвидетельствовать свою политическую лояльность новой власти: капитализм — смертный грех; социальное неравенство несовместимо с подлинным христианством, допускалась возможность роспуска и реорганизации приходских советов по политическим мотивам и лишение избирательных прав в приходские советы тех лиц, кои не пользуются таковыми по советским законам.
С 15 по 17 марта 1923 года во Третьем Доме Советов в Москве прошёл съезд СОДАЦ, на котором присутствовали представители из 26 епархий. Как отмечается в «Очерках по истории русской церковной смуты»: «делегаты съезда значительно отличались от живоцерковников. Прежде всего здесь совершенно не было бывших черносотенцев, зато много было священников с академическими и университетскими значками. Интеллигентный, либеральный городской священник — таков превалирующий тип среди членов СОДАЦа». На съезде было принято пять резолюций. Перед закрытием съезда был переизбран ЦК СОДАЦ. Между тем, на тот момент шла активная подготовка к обновленческому поместному собору. Выборы делегатов на данный собор проходили в условиях ожесточенной борьбы между сторонниками СОДАЦ и «Живой Церкви»; СЦВ отказался от борьбы за голоса. 29 апреля 1923 года последовало открытие обновленческого собора, который с самого начала проходил в условиях острого соперничества между группировками. 9 мая 1923 года, в день закрытия собора, на Троицком подворье состоялось собрание СОДАЦ, переизбравшее его ЦК.
СОДАЦ просуществовал недолго. Уже 24 июля 1923 года Антирелигиозная комиссия при ЦК ВКП(б) для консолидации рядов обновленцев в целях ослабления Патриаршей Церкви принимает решение об объединении всех обновленческих групп в единое целое. 8 августа 1923 года на пленуме (собрание епископов и уполномоченных) обновленческого Высшего церковного совета были приняты постановления о роспуске всех обновленческих течений, в том числе СОДАЦ, и переименовании обвновленческого Высшего церковного совета в «Священный Синод Российской православной церкви» (иначе «Всероссийский священный синод») во главе с Евдокимом (Мещерским). Основные лидеры СОДАЦ «архиепископ» Александр Введенский и протоиерей Александр Боярский и А. И. Новиков заняли посты в обновленческом синоде. Неизвестно, как именно происходила ликвидация СОДАЦ. Можно предполагать, что рядовые члены СОДАЦ просто последовали непосредственно в синодальную обновленческую организацию за своими руководителями. После августа 1923 года про СОДАЦ быстро забыли, а тонко чувствовавший обстоятельства момента и являвшийся своеобразным барометром того, какие именно изменения намечаются в движении, Александр Введенский после кооптации в состав «Синода» был вынужден подвергнуть переоценке некоторые свои прежние суждения.